# Contea di Switzerland
La contea di Switzerland (in inglese Switzerland County) è una contea dello Stato dell'Indiana, negli Stati Uniti. La popolazione al censimento del 2000 era di 9 065 abitanti. Il capoluogo di contea è Vevay.